# Thygater oliveirae
Thygater oliveirae är en biart som först beskrevs av Holmberg 1903.  Thygater oliveirae ingår i släktet Thygater och familjen långtungebin. Inga underarter finns listade i Catalogue of Life.